# 出生力因子
出生力因子（しゅっしょうりょくいんし、Fertility factor）とは、個人が持つであろう子供の数の決定要因のこと。出生力因子は、大多数が正または負の相関関係であり、特定の因果関係ではない。
出生力の増加に一般的に関連する要因には、子供を持つ意思、非常に高度なジェンダー平等の先進社会、宗教観、価値観の世代間継承、結婚、同居、母体、ソーシャルサポート、地方居住、政府の家族支援、低知能（IQ）、食糧の生産増加などか含まれる。
出生力の低下に一般的に関連する要因には、収入の増加、価値観・動向の変化、教育、女性の就職増加、人口統制、年齢、避妊、パートナーの出産不同意、非常に低いジェンダー平等、不妊、公害、肥満などがある。

## 出生率の増加要因

### 価値観・動向
欧州においては以下のような価値観が強いため、これが少子化の抑制となっていると財務総合政策研究所の報告書では述べられている。
- 子は成人したら親から独立して生活することが、原則・慣習である （若者の親からの自立志向）[26]
- 女性の経済的独立、仕事は（女性の）自己実現であるという意識 （仕事＝自己実現意識）[26]
- 恋愛感情（ロマンティック・ラブ）を重視する意識 （恋愛至上主義）[26]
- 親の子育て責任は成人までという慣習 （成人＝子育て終了という慣習）、成人後高等教育の学費は親が負担しない[26]

## 出生率の低下要因

### 収入増加
収入(GDP)と人間開発(HDI)は、一般的に出生率の低下と関連している{ 。出生率低下に関する経済理論では、職場キャリアを継続するよりも出産・育児に専念するというのは、収入が多い人ほど機会費用に繋がるために、経済的に自立できる女性は結婚するインセンティブが低いとされている 。そして高収入な親は、量よりも質を重視するために、より少ない我が子にリソースを投下する傾向にある。